# Edraianthus pilosulus
Edraianthus pilosulus är en klockväxtart som först beskrevs av Günther von Mannagetta und Lërchenau Beck, och fick sitt nu gällande namn av Surina och D.Lakuši. Edraianthus pilosulus ingår i släktet Edraianthus och familjen klockväxter. Inga underarter finns listade i Catalogue of Life.